# Robert Bruce

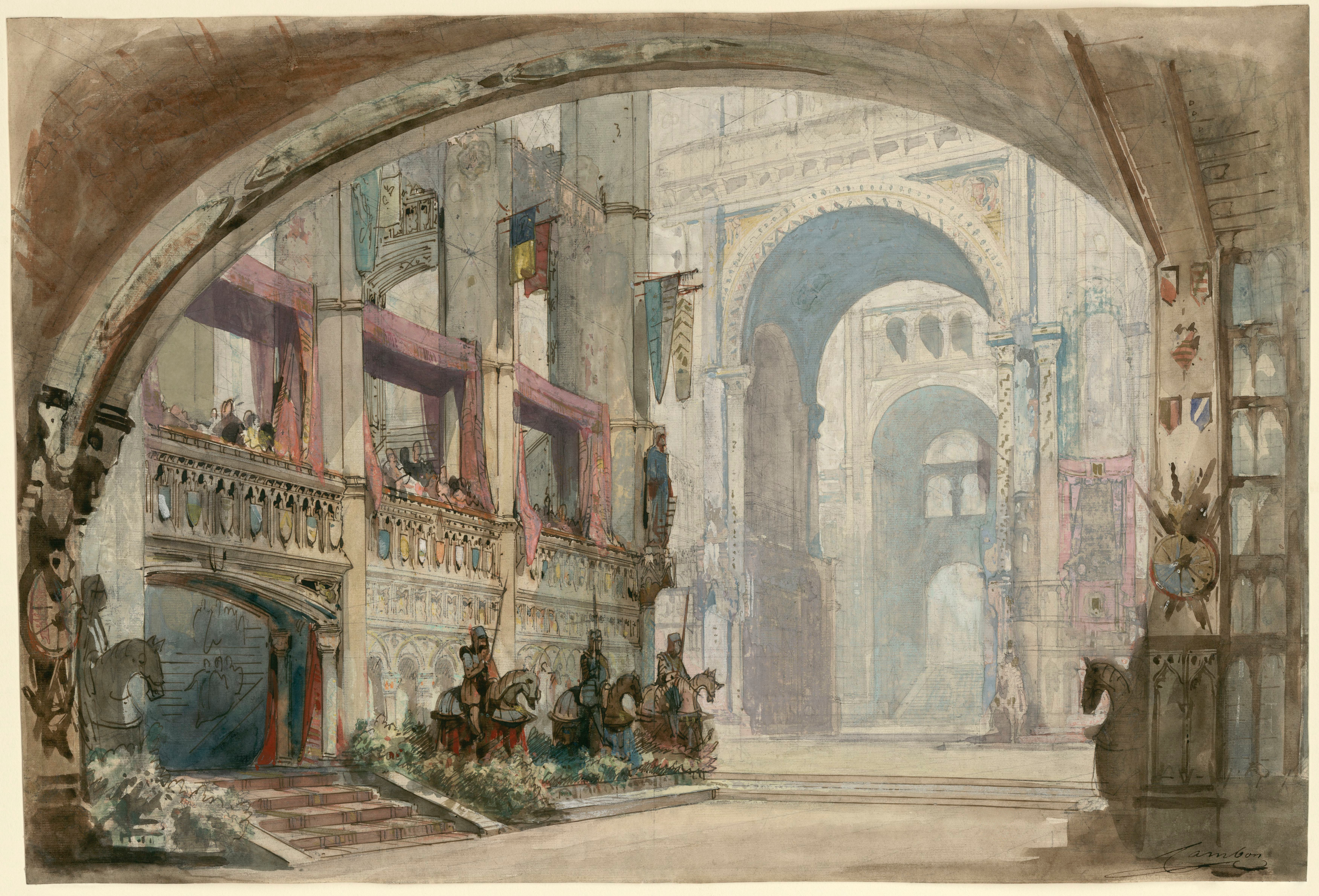
Escenografía de Charles-Antoine Cambon para el acto III, escena 3 en el estreno.

Robert Bruce es una ópera pastiche en tres actos de 1846, con música de Gioachino Rossini y Louis Niedermeyer y con libreto en francés de Alphonse Royer y Gustave Vaëz, basado en History of Scotland de Walter Scott. La música la unió Niedermeyer, con el permiso del compositor, con piezas de La dama del lago, Zelmira y otras óperas de Rossini. La obra fue estrenada el 30 de diciembre de 1846 por la Ópera de París en la Salle Le Peletier. Puede que el público no se diera cuenta, pero la orquesta incluyó por primera vez un instrumento de reciente invención, que más tarde se conocería como saxofón.

## Historia
Después de la llegada de Gioachino Rossini a París en 1843 para recibir tratamiento médico, recibió la visita de Léon Pillet, director de la Ópera de París. Pillet le rogó que compusiera una nueva obra para la casa. El compositor declinó debido a su mala salud, pero señaló que su ópera La dama del lago (1819), que en su opinión nunca se había representado adecuadamente en el Théâtre-italien de París, sería «la más adecuada para la escena francesa, la que más que las demás, necesitaba sus grandes coros, su magnífica orquesta, su hermosa puesta en escena ... Ahora que tiene a [Rosine] Stoltz a su disposición, haría bien en aprovecharlo». Sin embargo, Pillet se mostró reacio a presentar una obra que desde 1824 en su versión italiana ya era bien conocida por el público parisino.
Rossini regresó a su casa de Bolonia, donde en junio de 1846 Pillet lo visitó nuevamente, acompañado por el libretista Gustave Vaëz y Louis Niedermeyer. El resultado (que también involucró al colaborador habitual de Vaëz, Alphonse Royer como colibretista) fue Robert Bruce, un elaborado pastiche, basado en música no solo de La dama del lago y Zelmira, sino también de Bianca e Falliero, Torvaldo e Dorliska, Armida, Mosè in Egitto y Maometto secondo. Niedermeyer aparentemente escribió los recitativos necesarios.

## Estreno
Rossini estuvo claramente involucrado en la colaboración pero no asistió al estreno en París. La producción incluyó un ballet con los bailarines Lucien Petipa, Henri Desplaces, Adèle Dumilâtre y Maria Jacob, y coreografía de Joseph Mazilier. La decoración fue diseñada por Joseph Thierry (acto primero); Charles Cambon, Jules Diéterle y Édouard Desplechin (segundo acto); y René Philastre y Charles Cambon (tercer acto). El vestuario fue diseñado por Paul Lormier. Fue un éxito moderado, pero la ópera fue objeto de muchas críticas de Héctor Berlioz, entre otros.

## Personajes

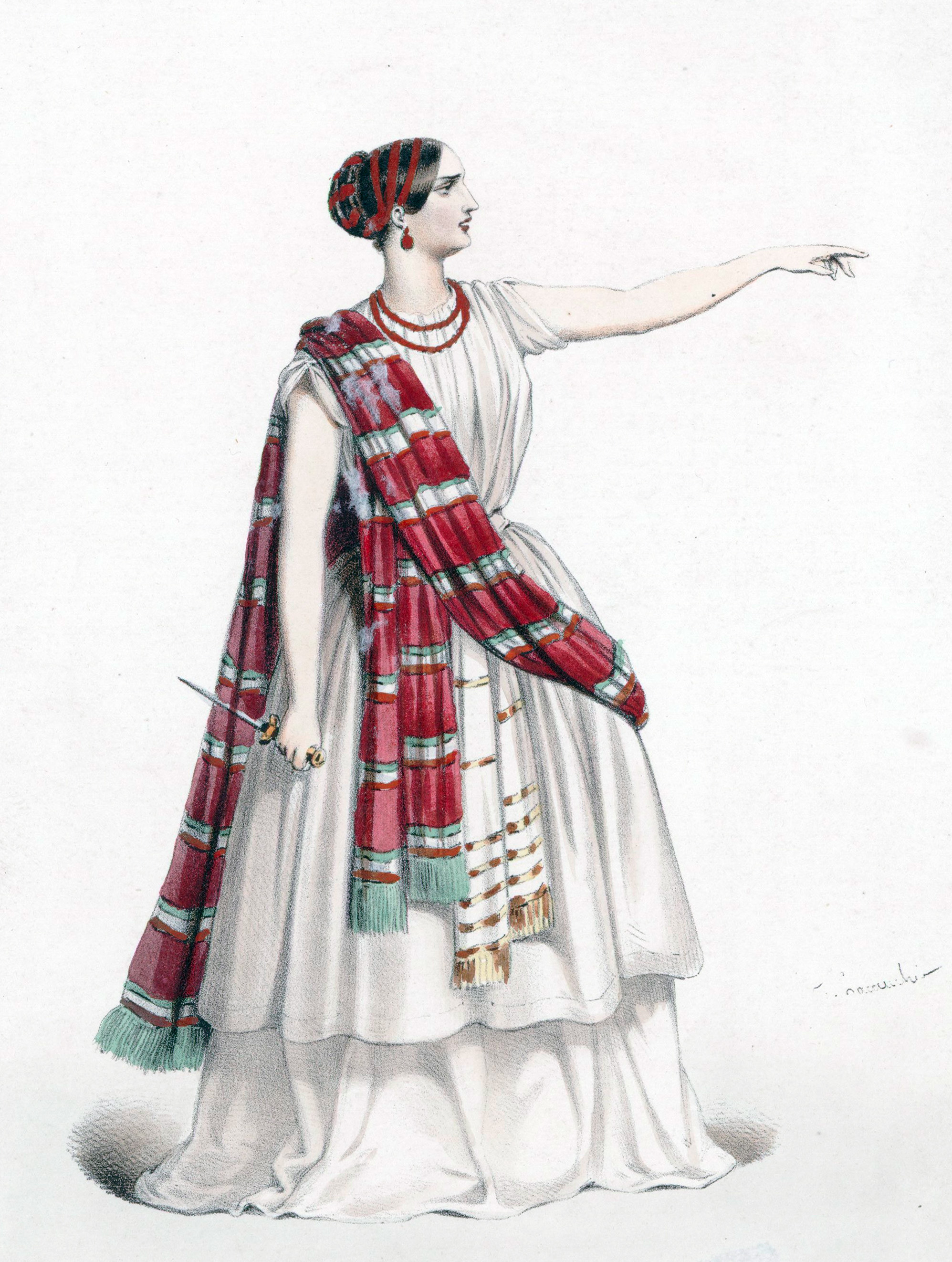
Rosine Stoltz como Marie.

| Personaje | Tipo de voz  | Elenco del estreno, 30 de diciembre de 1846 (Director: -) |
| --- | ------------ | --------------------------------------------------------- |
| Robert Bruce, Rey de Escocia | barítono     | Paul Barroilhet                                           |
| Édouard II, Rey de Inglaterra | tenor        | Louis Paulin                                              |
| Douglas, Señor de Douglas | bajo         | Raffaele Anconi                                           |
| Marie, su hija | mezzosoprano | Rosine Stoltz                                             |
| Dickson, un escocés de las Tierras Altas de Stirling                                                                                        | bajo         | Bessin                                                    |
| Nelly, su hija | soprano      | Maria Nau                                                 |
| Arthur, un oficial al servicio de Édouard                                                                                                   | tenor        | Jérémie Bettini                                           |
| Morton, un capitán inglés | bajo         | Rommy                                                     |
| Paje de Édouard | musichetto   | Moisson                                                   |
| Un bardo | bajo         |                                                           |
| Caballeros ingleses, soldados y pages, damas de la corte de Inglaterra, bardos escoceses, caballeros y soldados de Bruce, gitanos, juglares |              |                                                           |